# 噴髮膠
噴髮膠，又稱啫喱水、啫喱膏、定型水、定型液，是美髮產品的一种，用于头发的定型与美化保养。
使用时喷在头发所需部位，主要起到定型作用，也有一些产品兼有保湿、赋予头发光泽和保养头发等作用。
一般而言，噴髮膠定型能力较强，适合髮量较多的髮质，相对的，较软的头发更适合使用定型泡沫、发蜡或营养水。然而随着噴髮膠产品线和功能的不断丰富，已渐有取代其他头发定型产品的趋势。
噴髮膠的成分主要有成膜剂、调理剂、稀释剂及其他添加剂等，各种成分的配比在使用量上有所不同，从而形成不同的定型、美化、保养效果。
一般的噴髮膠都是用高壓的鐵罐包裝，所以放置於溫度超過40℃以上的地方會有爆裂的危險，要特別注意。

## 另見
- CFC